# Przemysław Mystkowski
Przemysław Mystkowski (Białystok, 25 aprile 1998) è un calciatore polacco, centrocampista del Jagiellonia II.

## Caratteristiche tecniche
È un trequartista.

## Carriera

### Club
Cresciuto nel settore giovanile del Jagiellonia, ha esordito in prima squadra il 31 maggio 2014 disputando l'incontro di Ekstraklasa pareggiato 2-2 contro il KS Cracovia.

### Nazionale
Ha giocato nella nazionale polacca Under-17.

## Statistiche
Statistiche aggiornate al 16 ottobre 2019.

### Presenze e reti nei club
| Stagione        | Squadra         | Campionato      | Campionato | Campionato | Coppe nazionali | Coppe nazionali | Coppe nazionali | Coppe continentali | Coppe continentali | Coppe continentali | Altre coppe | Altre coppe | Altre coppe | Totale | Totale | Totale |
| Stagione        | Squadra         | Comp            | Pres       | Reti       | Comp            | Pres            | Reti            | Comp               | Pres               | Reti               | Comp        | Pres        | Reti        | Pres   | Reti   |        |
| --------------- | --------------- | --------------- | ---------- | ---------- | --------------- | --------------- | --------------- | ------------------ | ------------------ | ------------------ | ----------- | ----------- | ----------- | ------ | ------ | ------ |
| 2013-2014       | Jagiellonia     | EK              | 1          | 0          | CP              | 0               | 0               |                    | -                  | -                  |             | -           | -           | 1      | 0      |        |
| 2014-2015       | Jagiellonia     | EK              | 7          | 0          | CP              | 0               | 0               |                    | -                  | -                  |             | -           | -           | 7      | 0      |        |
| 2015-2016       | Jagiellonia     | EK              | 15         | 1          | CP              | 1               | 0               | UEL                | 0                  | 0                  |             | -           | -           | 16     | 1      |        |
| 2016-2017       | Jagiellonia     | EK              | 12         | 0          | CP              | 0               | 0               |                    | -                  | -                  |             | -           | -           | 12     | 0      |        |
| ago. 2017       | Jagiellonia     | EK              | 0          | 0          | CP              | 0               | 0               | UEL                | 4                  | 0                  |             | -           | -           | 4      | 0      |        |
| 2017-2018       | Miedź Legnica   | 1L              | 25         | 3          | CP              | 0               | 0               |                    | -                  | -                  |             | -           | -           | 25     | 3      |        |
| 2018-2019       | Podbeskidzie    | 1L              | 21         | 0          | CP              | 1               | 0               |                    | -                  | -                  |             | -           | -           | 22     | 0      |        |
| 2019-2020       | Jagiellonia     | EK              | 2          | 0          | CP              | 0               | 0               |                    | -                  | -                  |             | -           | -           | 2      | 0      |        |
| Totale carriera | Totale carriera | Totale carriera | 83         | 4          |                 | 2               | 0               |                    | 4                  | 0                  |             | -           | -           | 89     | 4      |        |